# NGC 4012
NGC 4012 (również PGC 37686 lub UGC 6960) – galaktyka spiralna (Sb), znajdująca się w gwiazdozbiorze Panny. Odkrył ją Albert Marth 25 marca 1865 roku.
W galaktyce tej zaobserwowano supernowe SN 2004aq i SN 2005J.